# الفريق الأزرق (أمن الحاسوب)
الفريق الأزرق هو مجموعة من الأفراد الذين يقومون بإجراء تحليل لأنظمة المعلومات لضمان الأمن الرقمي ، وتحديد الثغرات الأمنية ، والتحقق من فعالية كل إجراء أمني ، وللتأكد من أن جميع التدابير الأمنية ستبقى فعالة بعد التنفيذ.

## التاريخ
كجزء من المبادرة الدفاعية لأمن الحاسوب في الولايات المتحدة ، تم تطوير فرق حمراء لاستثمار البرامج الخبيثة التي من شأنها إلحاق الضرر بالأجهزة الحاسوبية . نتيجة لذلك ، تم تطوير الفرق الزرقاء لتصميم تدابير دفاعية ضد أنشطة الفريق الأحمر.

## الاستجابة للحادث
في حالة وقوع حادث داخل المنظمة ، فسيقوم الفريق الأزرق بتنفيذ ستة خطوات للتعامل مع الموقف:
1. التحضير
2. التعريف
3. الاحتواء
4. الاستئصال
5. الاستعادة
6. الدروس المستفادة [3]

### تصلب نظم التشغيل
عند الاستعداد لحادث أمن الكمبيوتر ، يقوم الفريق الأزرق بتنفيذ تقنيات تقوية على جميع أنظمة التشغيل في جميع أنحاء المنظمة.

### الدفاع المحيط
يجب أن يكون الفريق الأزرق دائمًا على دراية بمحيط الشبكة ، بما في ذلك تدفق حركة المرور وتصفية الحزم وجدران الحماية الوكيل وأنظمة اكتشاف التسلل.

### الأدوات
تستخدم الفرق الزرقاء مجموعة واسعة من الأدوات التي تسمح لها باكتشاف هجوم ، وجمع بيانات جنائية ، وإجراء تحليل للبيانات وإجراء تغييرات لتهديد الهجمات المستقبلية وتخفيف التهديدات. الأدوات تشمل:

#### إدارة السجلات وتحليلها
- AlienVault
- FortiSIEM (المعروف أيضًا باسم AccelOps )
- جرايلوج
- InTrust
- الإيقاع
- مايكروسوفت الحارس
- نت ويتنس
- قرادار ( آي بي إم )
- السريع 7
- سيمونستر
- سولارويندز
- سبلينك

#### تكنولوجيا المعلومات الأمنية وإدارة الأحداث (SIEM)
يدعم برنامج SIEM اكتشاف التهديدات والاستجابة للحوادث الأمنية من خلال جمع البيانات في الوقت الفعلي وتحليل الأحداث الأمنية. يستخدم هذا النوع من البرامج أيضًا مصادر بيانات خارج الشبكة بما في ذلك مؤشرات استخبارات التهديد (IoC).

## أنظر أيضا
- قائمة أدوات التحاليل الجنائية
- إدارة الضعف
- القبعة البيضاء (أمن الكمبيوتر)
- الفريق الأحمر